# Constantim e Cicouro
Constantim e Cicouro (oficialmente: União das Freguesias de Constantim e Cicouro) é uma freguesia portuguesa do município de Miranda do Douro, com 36,33 km² de área e 153 habitantes (censo de 2021). A sua densidade populacional é 4,2 hab./km².

## História
Foi criada aquando da reorganização administrativa de 2012/2013,  resultando da agregação das antigas freguesias de Constantim e Cicouro.

## Demografia
A população registada nos censos foi:
| Distribuição da População por Grupos Etários | Distribuição da População por Grupos Etários | Distribuição da População por Grupos Etários | Distribuição da População por Grupos Etários | Distribuição da População por Grupos Etários | Distribuição da População por Grupos Etários |
| -------------------------------------------- | -------------------------------------------- | -------------------------------------------- | -------------------------------------------- | -------------------------------------------- | -------------------------------------------- |
| Antes da agregação                           |                                              |                                              |                                              |                                              |                                              |
| Ano                                          | 0-14 anos                                    | 15-24 anos                                   | 25-64 anos                                   | >= 65 anos                                   | Total                                        |
| 2001                                         | 13                                           | 17                                           | 90                                           | 102                                          | 222                                          |
| 2011                                         | 11                                           | 13                                           | 73                                           | 107                                          | 204                                          |
| Após a agregação                             |                                              |                                              |                                              |                                              |                                              |
| Ano                                          | 0-14 anos                                    | 15-24 anos                                   | 25-64 anos                                   | >= 65 anos                                   | Total                                        |
| 2021                                         | 7                                            | 7                                            | 62                                           | 77                                           | 153                                          |